# Adam de Fort
Adam de Fort (segle xvi) fou un religiós que va assolir la dignitat d'abat de Sant Pere de Besalú. D'ell es té una única notícia quan el 1537 l'emperador Carles V li va concedir una confirmació dels drets del monestir, així com de les possessions que tenia des de la fundació d'aquest. Alhora, demanava als seus descendents que continuessin amb aquesta protecció.